# Contorcionismo

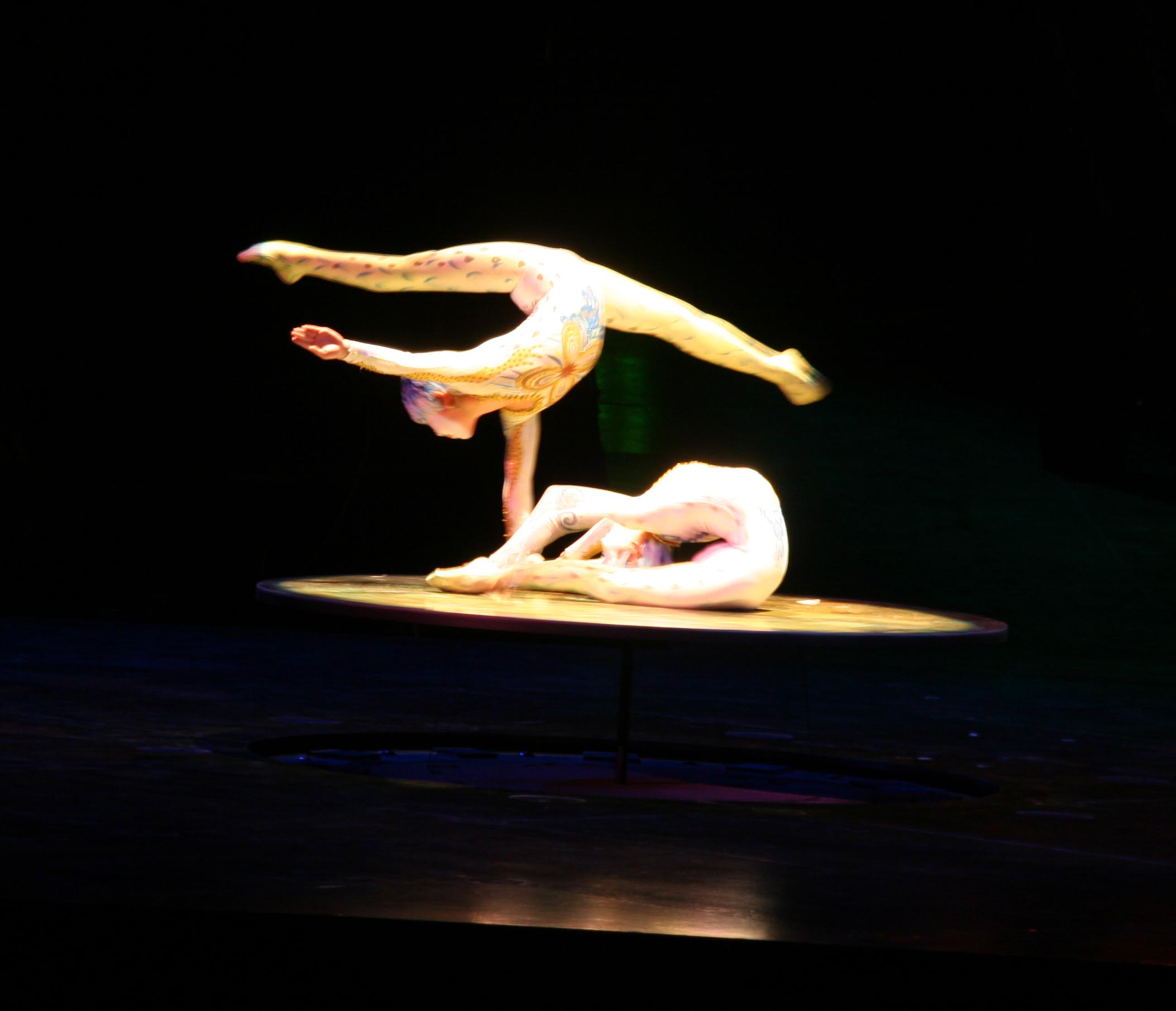
Contorcionistas em exibição.

A prática do contorcionismo é tipicamente desempenhado em circos, e constitui um número de espetáculo amplamente reconhecido e admirado em todo o mundo, já desde a Antiguidade. Com o advento da Internet como via de comunicação e fórum de discussão, tornou-se possível a muitas pessoas nunca antes iniciadas ousar testar a sua flexibilidade e trocar experiências e imagens em diversos fóruns, pelo que se pode intuir que esta prática irá perdurar num futuro a longo prazo.

A contorção é uma arte circense cujo objetivo é "destacar" esta possibilidade física do corpo humano. No setor de contorcionismo, há homens e mulheres que desempenham essa flexibilidade. As pessoas que praticam o contorcionismo tem flexibilidade natural, ou seja, nasceram com este talento. As pessoas que descobrem sua flexibilidade quando tem menos de sete anos podem ter grande futuro. Passados os treze anos a pessoa pode ter mais dificuldades para desenvolver total flexão nas articulações. 